# Lijst van Euregio's
Dit is een lijst van alle regio's in Europa die de nationale grenzen overschrijden en Euregio worden genoemd. 
De samenwerkende regio's hebben meestal verschillende (plaatselijke) namen in elk deelnemend land. De regio's zijn in alfabetische volgorde opgenomen. Ook zijn de deelnemende landen opgenomen met het jaar waarin de Euregio opgericht werd.
| Namen | Deelnemende landen                                                    | Opgericht |
| --- | --------------------------------------------------------------------- | --------- |
| Adriatische Euregio | Albanië, Bosnië en Herzegovina, Italië, Kroatië, Montenegro, Slovenië | 2006      |
| Euregio Alpen Méditerranée Euroregione Alpi Mediterraneo Eurorégion Alpes-Méditerranée                                                                  | Frankrijk, Italië                                                     | 2007      |
| Baltische Euregio / Oostzee Euregio (zuidoosten Oostzee) Euroregion Baltija Euroregion Bałtyk                                                           | Denemarken, Litouwen, Polen, Rusland, Zweden                          | 1998      |
| Euregio Beneden Donau Euroregiunea Dunărea de Jos | Moldavië, Oekraïne, Roemenië                                          | 1998      |
| Belgisch-Nederlands Grensoverleg (Benego) | België, Nederland                                                     | 1980      |
| Beskiden Euregio Euroregion Beskidy Euroregión Beskidy                                                                                                  | Polen, Slowakije, Tsjechië                                            | 2000      |
| Biharia Euroregio Euroregiunea Biharia Biharia Eurorégió                                                                                                | Hongarije, Roemenië                                                   | 2007?     |
| Bug Euroregio | Oekraïne, Polen, Wit-Rusland                                          | 1995      |
| Centraal Noord-commissie Mittnordenkommittén | Finland, Noorwegen, Zweden                                            | 1977      |
| Cieszyn Silezië Euregio Euroregion Tešínské Slezsko Euroregion Śląsk Cieszyński                                                                         | Polen, Tsjechië                                                       | 1998      |
| Donau 21 Euroregio | Bulgarije, Roemenië, Servië                                           | 1992      |
| Donau-Körös-Mureş-Tisza Euregio Euroregiunea Dunăre - Criş - Mureş - Tisa Duna - Körös - Maros - Tisza Eurorégió Evroregija Dunav - Kriš - Moriš - Tisa | Hongarije, Roemenië, Servië                                           | 1997      |
| Drina-Sava-Majevica Euroregio | Bosnië en Herzegovina, Kroatië, Servië                                | 2003      |
| Eems Dollard Regio | Duitsland, Nederland                                                  | 1977      |
| EUREGIO Euregio Enschede-Gronau Euregion Gronau | Duitsland, Nederland                                                  | 1958      |
| EuroBalkans | Servië, Noord-Macedonië, Bulgarije                                    | 2002      |
| Glacensis Euregio Euroregion Pomezí Čech, Moravy a Kladska                                                                                              | Polen, Tsjechië                                                       | 1996      |
| Galicië-Noord Portugal Euregio Euroregião Galiza-Norte de Portugal Eurorrexión Galiza-Norte de Portugal                                                 | Portugal Spanje                                                       | 2008      |
| Helsinki-Tallinn Euregio | Estland, Finland                                                      | 1999      |
| Inn-Salzach Euregio Inn-Salzach EuRegio | Duitsland, Oostenrijk                                                 | 1994      |
| Internationale Bodensee conferentie | Duitsland, Oostenrijk, Zwitserland                                    | 1972      |
| Ister-Granum Euregio Ister-Granum Eurorégió | Hongarije, Slowakije                                                  | 2003      |
| Euregio Karelië | Finland, Rusland                                                      | 2000      |
| Euregio Karpaten Euroregiunea Carpaticǎ Euroregion Karpacki Karpatský euroregión Kárpátok eurorégió                                                     | Hongarije, Oekraïne, Polen, Roemenië, Slowakije                       | 1993      |
| Kvarken Raad Interreg Kvarken-MittSkandia Interreg Kvarken –MidtSkandia Interreg Merenkurkku-MittSkandia                                                | Finland, Noorwegen, Zweden                                            | 1972      |
| Mesta-Nestos Euregio | Bulgarije , Griekenland                                               | 1997      |
| Euregio Maas-Rijn Euregio Maas-Rhein Eurégion Meuse-Rhin                                                                                                | België, Duitsland, Nederland                                          | 1976      |
| Euregio Neisse Euroregion Neisse-Nisa-Nysa Nysa, Nisa, Neisse Euroregion                                                                                | Duitsland, Polen, Tsjechië                                            | 1991      |
| Neman Euregio Niemen (Nieman) Euroregion Euroregion Nemunas                                                                                             | Litouwen, Polen, Rusland, Wit-Rusland                                 | 1997      |
| Noord-Calotte Raad Nordkalottrådet Pohjoiskalotin neuvosto                                                                                              | Finland, Noorwegen, Zweden                                            | 1971      |
| Østfold-Bohuslän/Dalsland Euroregio Østfold-Bohuslän/Dalsland Border Committee                                                                          | Noorwegen, Zweden                                                     | 1980      |
| Euregio Pommeren / Pomerania Euroregio Euroregion Pomerania                                                                                             | Denemarken (gesuggereerd), Duitsland, Polen, Zweden                   | 1995      |
| Pomoraví - Záhorie - Weinviertel Euregio | Oostenrijk, Slowakije, Tsjechië                                       | 1999      |
| Praděd Euregio Euroregion Praděd Euroregion Pradziad | Polen, Tsjechië                                                       | 1998      |
| Pro Europa Viadrina Euregio | Duitsland, Polen                                                      | 1993      |
| Euregio Pyreneeën-mediterrane Euroregió Pirineus Mediterrània Eurorregión Pirineos Mediterráneo Eurorégion Pyrénées-Méditerranée                        | Frankrijk, Spanje                                                     | 2004      |
| Raetia Nova Euregio Nova Raetia | Oostenrijk, Zwitserland                                               | ?         |
| Regio Zuid-Jutland-Sleeswijk Region Sønderjylland-Schleswig                                                                                             | Denemarken, Duitsland                                                 | 1997      |
| Euregio Rijn-Waal Euregio Rhein-Waal | Duitsland, Nederland                                                  | 1973      |
| Euregio Rijn-Maas Noord Euregio Rhein-Maas-Nord | Duitsland, Nederland                                                  | 1978      |
| SaarLorLux | Duitsland, Frankrijk, Luxemburg, België                               | 1995      |
| Salzburg-Berchtesgadener Land-Traunstein Euroregio | Duitsland, Oostenrijk                                                 | 1993      |
| Euregio Scheldemond (Conseil de l'Estuaire de l'Escaut)                                                                                                 | België, Nederland                                                     | 1989      |
| Silezië Euregio | Polen, Tsjechië                                                       | 1998      |
| Silva Nortica Euregio Euroregion Silva Nortica / Jihočeská Silva Nortica                                                                                | Oostenrijk, Tsjechië                                                  | 2002      |
| Siret - Prut - Nistru Euroregio Regiunea Siret - Prut - Nistru                                                                                          | Roemenië, Moldavië                                                    | ?         |
| Spree-Neisse-Bober Euroregio Sprewa-Nysa-Bóbr Euroregion                                                                                                | Duitsland, Polen                                                      | 1992      |
| Stara Planina Euregio | Bulgarije, Servië                                                     | 2006      |
| Tatra Euregio Euroregion Tatry Euroregión Tatry | Polen, Slowakije                                                      | 1994      |
| Tirol-Zuid-Tirol-Trentino Euregio Europaregion Tirol-Südtirol-Trentino Euregio Tirolo-Alto Adige-Trentino                                               | Italië, Oostenrijk                                                    | 1998      |
| Tornedal Tornedalsrådet Tornionlaakson Neuvosto | Finland, Zweden                                                       | 1987      |
| TriRhena Euregio Regio TriRhena | Duitsland, Frankrijk, Zwitserland                                     | 1995      |
| Via Salina Euregio Ausserfern and Kleinwalsertal/Bregenzerwald Euregio                                                                                  | Duitsland, Oostenrijk                                                 | 1997      |
| Grensregio Vlaanderen-Nederland | België, Nederland                                                     | ?         |
| West/West Pannonia Euregio | Hongarije, Oostenrijk                                                 | 1998      |
| Witte Karpaten Euregio Euroregion Bílé Karpaty Euroregión Biele Karpaty                                                                                 | Slowakije, Tsjechië                                                   | 2000      |
| Euregio Zee-Alpen Alpes de la Mer Alpi del Mare | Frankrijk, Italië                                                     | 1990      |
| Zugspitze-Wetterstein-Karwende Euregio | Duitsland, Oostenrijk                                                 | 1998      |
| Zwarte Zee Euregio Euroregiunea Mării Negre Черноморски еврорегион                                                                                      | Bulgarije, Roemenië                                                   | 2008      |